# Coupe Kirin
La Coupe Kirin est un tournoi de football organisé chaque année au Japon par la Kirin Corporation.
L'équipe nationale de football du Japon participe systématiquement à cette compétition.

## Histoire
De 1978 à 1991, la compétition est ouverte indistinctement à des équipes de clubs ou à des équipes nationales, mais depuis 1992, elle n'est réservée qu'à des équipes nationales.
La Kirin Challenge Cup est une variante pour l'équipe nationale féminine, également sponsorisée par le groupe Kirin.
L'édition Kirin 2022 a été remporté par la Tunisie. Les gains du vainqueur se sont élevés à 250 000 dollars.

## Palmarès
La compétition n'a pas eu lieu en 1989, 1990, 2010, entre 2012 et 2015 et entre 2017 et 2021.

### Clubs et sélections

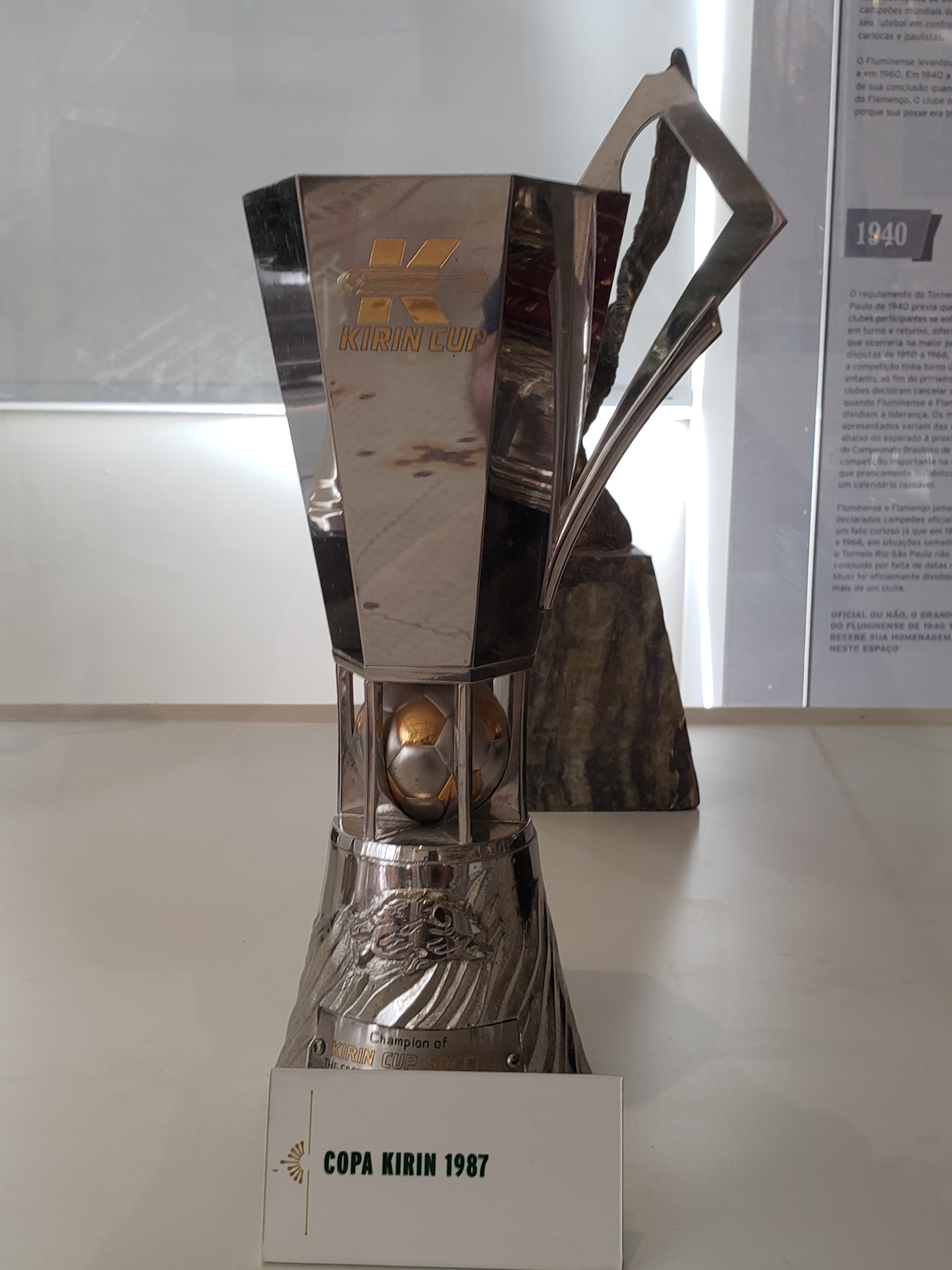
Coupe Kirin 1987.

| - 1978 : Borussia Mönchengladbach et SE Palmeiras - 1979 : Tottenham Hotspur - 1980 : Middlesbrough - 1981 : FC Bruges - 1982 : Werder Brême - 1983 : Newcastle United | - 1984 : SC Internacional - 1985 : Santos FC - 1986 : Werder Brême - 1987 : Fluminense FC - 1988 : CR Flamengo - 1991 : Japon |

### Sélections seulement
| Année | Vainqueur                    | Deuxième          | Troisième      | Participants |
| ----- | ---------------------------- | ----------------- | -------------- | ------------ |
| 1992  | Argentine                    | Pays de Galles    | Japon          | 3            |
| 1993  | Hongrie                      | Japon             | États-Unis     | 3            |
| 1994  | France                       | Australie         | Japon          | 3            |
| 1995  | Japon                        | Écosse            | Équateur       | 3            |
| 1996  | Japon                        | Mexique           | RF Yougoslavie | 3            |
| 1997  | Japon                        | Croatie           | Turquie        | 3            |
| 1998  | Tchéquie                     | Japon             | Paraguay       | 3            |
| 1999  | Belgique et Pérou            | -                 | Japon          | 3            |
| 2000  | Japon et Slovaquie           | -                 | Bolivie        | 3            |
| 2001  | Japon                        | Paraguay          | RF Yougoslavie | 3            |
| 2002  | Pas terminé                  |                   |                | 3            |
| 2003  | Pas terminé                  |                   |                | 3            |
| 2004  | Japon                        | Serbie            | Slovaquie      | 3            |
| 2005  | Pérou et Émirats arabes unis | -                 | Japon          | 3            |
| 2006  | Écosse                       | Bulgarie          | Japon          | 3            |
| 2007  | Japon                        | Colombie          | Monténégro     | 3            |
| 2008  | Japon                        | Paraguay          | Côte d'Ivoire  | 3            |
| 2009  | Japon                        | Chili et Belgique | -              | 3            |
| 2011  | Pérou, Tchéquie et Japon     | -                 | -              | 3            |
| 2016  | Bosnie-Herzégovine           | Japon             | Danemark       | 4            |
| 2022  | Tunisie                      | Japon             | Ghana          | 4            |